# Паскаль Пассареллі
Паскаль Пассареллі (нім. Pasquale Passarelli; нар. 14 березня 1957, Гамбатеза, провінція Кампобассо, Молізе, Італія) — західнонімецький борець греко-римського стилю, чемпіон та бронзовий призер чемпіонатів світу, чемпіон та дворазовий срібний призер чемпіонатів Європи, чемпіон Олімпійських ігор.

## Життєпис
Паскуале Пассареллі виграв золоту медаль на Олімпіаді в Лос-Анджелесі 1984 року у важкій вазі. У фіналі Пассареллі вийшов вперед за очками, але його суперник Масакі Ето тримав його на мосту протягом останніх півтори хвилини поєдинку, але так і не зміг повністю дотиснути німецького спортсмена, і Пассареллі втримався та виграв золото. Він також виграв чемпіонат світу 1981 року та виграв бронзову медаль у 1978 році. У 1979 та 1984 роках він був другим на чемпіонатах Європи, а у 1981 здобув чемпіонський титул європейської першості.
На національному рівні Паскаль Пассареллі виграв шість західнонімецьких титулів у 1978—1979 і 1981—1984 роках, а в 1976 та 1980 роках був другим.
Після завершення кар'єри борця звернувся до тренерської діяльності. За фахом він був агентом з нерухомості.
Через рік після Олімпіади в Лос-Анджелесі Пассареллі було заарештовано та засуджено за контрабанду вкрадених грошей до Франції та Парагваю. Згодом у 1986 році його засудили до одного року та восьми місяців ув'язнення. Одного з його братів, Томаса, засудили до одного року умовно, а його тестя та лідера групи Егона Буша — до чотирьох років і шести місяців. У 2020 році Пассареллі засудили до 18 місяців умовно за пособництво в торгівлі наркотиками.

## Родина
Його сім'я мала італійське походження. Сам Паскаль народився в Італії. Його молодший брат Клаудіо, що народився вже в Німеччині, також був олімпійським борцем і чемпіоном світу в 1989 році.

## Спортивні результати на міжнародних змаганнях

### Виступи на Олімпіадах
| Змагання                    | Збірна    | Вагова категорія                 | Місце  |
| --------------------------- | --------- | -------------------------------- | ------ |
| Літні Олімпійські ігри 1984 | Німеччина | греко-римська боротьба, до 57 кг | Золото |

### Виступи на Чемпіонатах світу
| Змагання                        | Збірна    | Вагова категорія                 | Місце  |
| ------------------------------- | --------- | -------------------------------- | ------ |
| Чемпіонат світу з боротьби 1978 | Німеччина | греко-римська боротьба, до 57 кг | Бронза |
| Чемпіонат світу з боротьби 1979 | Німеччина | греко-римська боротьба, до 57 кг | 4      |
| Чемпіонат світу з боротьби 1981 | Німеччина | греко-римська боротьба, до 57 кг | Золото |

### Виступи на Чемпіонатах Європи
| Змагання                         | Збірна    | Вагова категорія                 | Місце  |
| -------------------------------- | --------- | -------------------------------- | ------ |
| Чемпіонат Європи з боротьби 1979 | Німеччина | греко-римська боротьба, до 57 кг | Срібло |
| Чемпіонат Європи з боротьби 1980 | Німеччина | греко-римська боротьба, до 57 кг | 4      |
| Чемпіонат Європи з боротьби 1981 | Німеччина | греко-римська боротьба, до 57 кг | Золото |
| Чемпіонат Європи з боротьби 1984 | Німеччина | греко-римська боротьба, до 57 кг | Срібло |

### Виступи на інших змаганнях
| Змагання                                      | Збірна    | Вагова категорія                 | Місце  |
| --------------------------------------------- | --------- | -------------------------------- | ------ |
| Гран-прі Німеччини з боротьби 1975            | Німеччина | греко-римська боротьба, до 57 кг | 6      |
| Гран-прі Німеччини з боротьби 1976            | Німеччина | греко-римська боротьба, до 57 кг | 7      |
| Гран-прі Німеччини з боротьби 1977            | Німеччина | греко-римська боротьба, до 57 кг | Срібло |
| Гран-прі Німеччини з боротьби 1978            | Німеччина | греко-римська боротьба, до 57 кг | 5      |
| Гран-прі Німеччини з боротьби 1979            | Німеччина | греко-римська боротьба, до 57 кг | 4      |
| Гран-прі Німеччини з боротьби 1980            | Німеччина | греко-римська боротьба, до 57 кг | 6      |
| Чемпіонат Європейського ринку з боротьби 1980 | Німеччина | греко-римська боротьба, до 62 кг | Бронза |
| Гран-прі Німеччини з боротьби 1981            | Німеччина | греко-римська боротьба, до 57 кг | 4      |
| Гран-прі Німеччини з боротьби 1982            | Німеччина | греко-римська боротьба, до 57 кг | 7      |
| Гран-прі Німеччини з боротьби 1983            | Німеччина | греко-римська боротьба, до 57 кг | Золото |

### Виступи на змаганнях молодших вікових груп
| Змагання                                      | Збірна    | Вагова категорія                 | Місце  |
| --------------------------------------------- | --------- | -------------------------------- | ------ |
| Чемпіонат світу з боротьби серед юніорів 1977 | Німеччина | греко-римська боротьба, до 57 кг | Бронза |